# 황현정
황현정(黃炫晶, 1970년 2월 21일 - )은 대한민국의 아나운서이다. 1993년 KBS에 19기 아나운서로 입사하였다. 2001년 6월 29일 다음커뮤니케이션의 사장 이재웅과 결혼하였으며, 같은 해 11월 5일 KBS에 사표를 제출하고 퇴사한 후 프리랜서로 활동하고 있다.
한편, 프리랜서 선언 후 탤런트 류시원과 함께 2001년 12월 4일 시작된 SBS <류시원 황현정의 NOW>의 공동 MC를 맡아 예능-오락 프로그램 진행자 데뷔를 했으나 프로그램 및 연예인의 홍보에만 치중했다는 점, 부적절한 언어사용, 선정적이고 폭력적인 대화 등의 문제점으로 비난을 샀으며 이 과정에서 민주언론운동시민연합 방송모니터위원회가 선정한 2002년 4월 '이달의 나쁜 방송'에 선정되는 불명예를 안았고 결국 7개월 만에(2002년 7월 9일 종영) 프로그램이 막을 내려야 했다.

## 경력

### 방송
KBS 시절
- 《생방송 전국은 지금》(1994년 ~ 1995년 10월 8일)
- 《KBS 뉴스 9》(1994년 10월 10일 ~ 1997년 2월 28일, 1998년 10월 12일 ~ 2001년 11월 2일 - 주말 임시앵커 포함)[3]
- 《TV데이트》
- 《8時 뉴스파노라마》(1997년 3월 3일 ~ 1997년 10월 17일)
- 《KBS 뉴스 8》(1997년 10월 20일 ~ 1997년 11월 21일)
- 《열린음악회》[7]
- 《연예가중계》(1997년 11월 13일 ~ 1998년 6월 11일)
- 《TV는 사랑을 싣고》(1998년 6월 19일 ~ 1998년 10월 9일)
- 《사랑의 리퀘스트》(1999년 10월 23일 ~ 2001년 11월 3일)
- 《TV는 내 친구》

프리랜서 시절
- 《류시원 황현정의 NOW》(SBS, 2001년)[8]
- 《최고의 요리 비결》(EBS, 2003년)
- 《EBS 바둑교실》 (EBS, 2006년 - 800회 특집)
- 《우리말 우리글》(EBS, 2006년 ~ 2008년)
- 《세상에서 가장 아름다운 여행》(SBS, 2006년 ~ 2008년)
- 《베토벤 바이러스 스페셜》(MBC, 2008년 11월 13일) - 내레이터[7]

### 행사
- 2009년 제55회 경기도 체육대회 공식 행사 사회[9]

### 기타
- 2000년 대한민국 환경부 홍보사절
- 2003년 서울특별시 홍보대사

## 수상
- 1998년 대한민국 해양수산부 감사패
- 2000년 한글학회와 문화관광부 제정 우리말지킴이

## 저서
- 《황현정의 신세대 앵커 만들기》(1999년, 문예당) ISBN 8985975625
- 《작지만 소중한 이야기》(2000년, 금영애드컴) ISBN 8989214017